# 豺狼座ξ
豺狼座ξ，又名CD-3310826，HD 142629、SAO 207144、HR 5925，是豺狼座的一颗恒星，视星等为5.12，位于銀經341.3，銀緯14.75，其B1900.0坐标为赤經15h 50m 29.7s，赤緯-33° 14.75′ 24″。